# محرمیت
محرمیت در معماری و شهرسازی، تعریف کردن فضا به گونه‌ای است که در دو جنبه کالبدی و معنایی دارای مرز و حریم باشد. مرز داشتن در شکل کالبدی متمرکز بر اصولی است که امنیت فضا را شکل می‌دهند و در حیطه معنایی ویژگی‌هایی است که حرمت و ارزش را در فضا به ارمغان می‌آورند به گونه‌ای که فرد در آن دارای حس آرامش و خلوت باشد.

در معماری غربی اصل privacy به شکل سنتی در تصمیم‌های طراحی مورد نظر قرار می‌گرفت ولی با ظهور سبک‌های معاصر از جمله دیکانستراکشن و فولدینگ این امر با هدف شکل‌دهی سیالیت فضا کمرنگ شده است. رعایت محرمیت و سلسله‌مراتب درون‌گرایی در معماری اسلامی اهمیت ویژه‌ای دارد. معماری ایران از دوران پیش از اسلام نیز به محرمیت توجهی ویژه داشته است و این امر برخی محققان را متقاعد کرده است که در شکل‌گیری این الگو مسائل اقلیمی را مهمتر از رویکردهای اعتقادی بدانند. محمدکریم پیرنیا اصل محرمیت را در قالب اصل درون‌گرایی یکی از شاخصه‌های معماری ایرانی می‌داند. به گفته او: 
معماران ایرانی با سامان دهی اندام‌های ساختمان در گرداگرد یک یا چند میان سرا، ساختمان را از جهان بیرون جدا می‌کردند و تنها یک هشتی این دو را به هم پیوند می‌داد.